# Erik Lincar
Erik Augustin Lincar (ur. 16 października 1978 w Oradei) – piłkarz rumuński grający na pozycji defensywnego pomocnika.

## Kariera klubowa
Lincar pochodzi z Oradei. Piłkarską karierę rozpoczął w szkółce piłkarskiej Girondins Bordeaux, ale w 1997 roku opuścił Francję i powrócił do Rumunii. Podpisał profesjonalny kontrakt ze Steauą Bukareszt, a 23 sierpnia zadebiutował w pierwszej lidze w przegranym 1:3 meczu z Oțelul Galați. W zespole Steauy będąc rezerwowym wywalczył mistrzostwo Rumunii, a już w sezonie 1998/1999 był podstawowym zawodnikiem zespołu. Dwukrotnie z rzędu zajął z nią 3. miejsce w lidze oraz zdobył Puchar Rumunii. W 2001 roku po raz drugi został mistrzem kraju, a w 2002 zajął 4. miejsce.
Latem 2002 Licnar wyjechał do Grecji. Został piłkarzem Panathinaikosu, jednak przez cay sezon rozegrał tylko 10 spotkań dla ateńskiego zespołu, który został wicemistrzem Grecji. W 2003 roku odszedł do APO Akratitos, ale spadł nim do drugiej ligi.
W 2004 roku Lincar trafił do Rosji. Przeszedł do Amkaru Perm. W Premier Lidze rozegrał 5 spotkań, a w 2005 roku grał w wyjściowym składzie Amkaru. W 2006 roku wrócił do Rumunii. W sezonie 2006/2007 spadł z Naționalem Bukareszt z pierwszej do drugiej ligi.
| Sezon   | Klub               | Kraj    | Rozgrywki     | Mecze | Bramki |
| ------- | ------------------ | ------- | ------------- | ----- | ------ |
| 1997/98 | Steaua Bukareszt   | Rumunia | Divizia A     | 16    | 0      |
| 1998/99 | Steaua Bukareszt   | Rumunia | Divizia A     | 29    | 4      |
| 1999/00 | Steaua Bukareszt   | Rumunia | Divizia A     | 25    | 0      |
| 2000/01 | Steaua Bukareszt   | Rumunia | Divizia A     | 21    | 1      |
| 2001/02 | Steaua Bukareszt   | Rumunia | Divizia A     | 14    | 2      |
| 2002/03 | Panathinaikos AO   | Grecja  | Alpha Ethniki | 10    | 0      |
| 2003/04 | APO Akratitos      | Grecja  | Alpha Ethniki | 23    | 2      |
| 2004    | Amkar Perm         | Rosja   | Premier Liga  | 5     | 0      |
| 2005    | Amkar Perm         | Rosja   | Premier Liga  | 22    | 2      |
| 2006    | Amkar Perm         | Rosja   | Premier Liga  | 1     | 0      |
| 2006/07 | Național Bukareszt | Rumunia | Divizia A     | 16    | 0      |
| 2007/08 | Concordia Chiajna  | Rumunia | Divizia B     | ?     | ?      |

## Kariera reprezentacyjna
W reprezentacji Rumunii Lincar zadebiutował 28 kwietnia 1999 roku w wygranym 1:0 meczu z Belgią. W 2000 roku został powołany przez Emerica Jeneia do kadry na Euro 2000, jednak nie zagrał tam w żadnym spotkaniu. Po tym turnieju przestał występować w reprezentacji, dla której zaliczył 5 spotkań.